# ادوارد تیلور
ادوارد تیلور (به انگلیسی: Edward Taylor) متولد ۱۶۴۵ و متوفی ۱۷۲۹، شاعر آمریکایی قرن هفده-هجده میلادی.
وی دانش آموخته دانشگاه هاروارد در ماساچوست بود.